# Sandra Beißel
Sandra Beißel (* 11. September 1974, verheiratete Sandra Köhler) ist eine deutsche Badmintonspielerin. 

## Karriere
Sandra Beißel wurde 1993 deutsche Meisterin im Damendoppel. Weitere neun Medaillengewinne folgten bei deutschen Meisterschaften bis 2000, zu Gold sollte es jedoch nie wieder reichen.

## Sportliche Erfolge
| Saison    | Veranstaltung                    | Disziplin   | Platz | Name                                                                       |
| --------- | -------------------------------- | ----------- | ----- | -------------------------------------------------------------------------- |
| 1987/1988 | Deutsche Einzelmeisterschaft U14 | Damendoppel | 2     | Sandra Beißel (TTC Brauweiler) / Anja Faber (RRC Brauweiler)               |
| 1988/1989 | Deutsche Einzelmeisterschaft U14 | Damendoppel | 1     | Sandra Beißel / Nicole Grether (TTC Brauweiler / TSG Schopfheim)           |
| 1988/1989 | Deutsche Einzelmeisterschaft U14 | Dameneinzel | 2     | Sandra Beißel (TTC Brauweiler)                                             |
| 1990/1991 | Deutsche Einzelmeisterschaft U16 | Damendoppel | 1     | Nicole Grether / Sandra Beißel (BC Brombach / TTC Brauweiler 1948)         |
| 1991/1992 | Deutsche Einzelmeisterschaft U18 | Dameneinzel | 1     | Sandra Beißel (TTC Brauweiler 1948)                                        |
| 1991/1992 | Deutsche Einzelmeisterschaft U18 | Mixed       | 2     | Marc Hannes (TTC Brauweiler) / Sandra Beißel (TTC Brauweiler)              |
| 1991/1992 | Deutsche Einzelmeisterschaft U18 | Damendoppel | 1     | Sandra Beißel / Nicole Grether (TTC Brauweiler 1948 / BC Lörrach-Brombach) |
| 1992/1993 | Deutsche Einzelmeisterschaft     | Damendoppel | 1     | Nicole Grether / Sandra Beißel (SSV Heiligenwald / TTC Brauweiler)         |
| 1992/1993 | Deutsche Einzelmeisterschaft U18 | Mixed       | 2     | Marc Hannes (TTC Brauweiler) / Sandra Beißel (TTC Brauweiler)              |
| 1993      | Junioren-Europameisterschaft     | Damendoppel | 3     | Nicole Grether / Sandra Beißel                                             |
| 1993/1994 | Deutsche Einzelmeisterschaft     | Damendoppel | 3     | Sandra Beißel / Nicole Grether (TTC Brauweiler / SSV Heiligenwald)         |
| 1994/1995 | Deutsche Einzelmeisterschaft U22 | Damendoppel | 1     | Nicole Grether / Sandra Beißel (SSV Heiligenwald / TTC Brauweiler 1948)    |
| 1994/1995 | Deutsche Einzelmeisterschaft     | Damendoppel | 2     | Sandra Beißel / Nicole Grether (TTC Brauweiler / SSV Heiligenwald)         |
| 1995/1996 | Deutsche Einzelmeisterschaft U22 | Damendoppel | 1     | Sandra Beißel / Nicole Grether (TTC Brauweiler 1948 / SSV Heiligenwald)    |
| 1995/1996 | Deutsche Einzelmeisterschaft     | Damendoppel | 3     | Sandra Beißel / Nicole Grether (SC Bayer 05 Uerdingen / SSV Heiligenwald)  |
| 1996/1997 | Deutsche Einzelmeisterschaft     | Damendoppel | 2     | Sandra Beißel / Nicol Pitro (SC Bayer 05 Uerdingen / TuS Wiebelskirchen)   |
| 1996/1997 | Deutsche Einzelmeisterschaft U22 | Damendoppel | 1     | Sandra Beißel / Nicol Pitro (TTC Brauweiler 1948 / TuS Wiebelskirchen)     |
| 1996/1997 | Deutsche Einzelmeisterschaft     | Mixed       | 3     | Christian Mohr / Sandra Beißel (FC Langenfeld / SC Bayer 05 Uerdingen)     |
| 1997/1998 | Deutsche Einzelmeisterschaft     | Damendoppel | 2     | Nicole Grether / Sandra Beißel (SC Bayer 05 Uerdingen / FC Langenfeld)     |
| 1997/1998 | Deutsche Einzelmeisterschaft     | Mixed       | 3     | Boris Reichel (TuS Gildehaus) / Sandra Beißel (FC Langenfeld)              |
| 1999/2000 | Deutsche Einzelmeisterschaft     | Mixed       | 3     | Boris Reichel (SC Bayer 05 Uerdingen) / Sandra Beißel (Remscheid)          |
| 1999/2000 | Deutsche Einzelmeisterschaft     | Damendoppel | 3     | Sandra Beißel (Remscheid) / Anja Weber (Berlin)                            |